# 三和路线

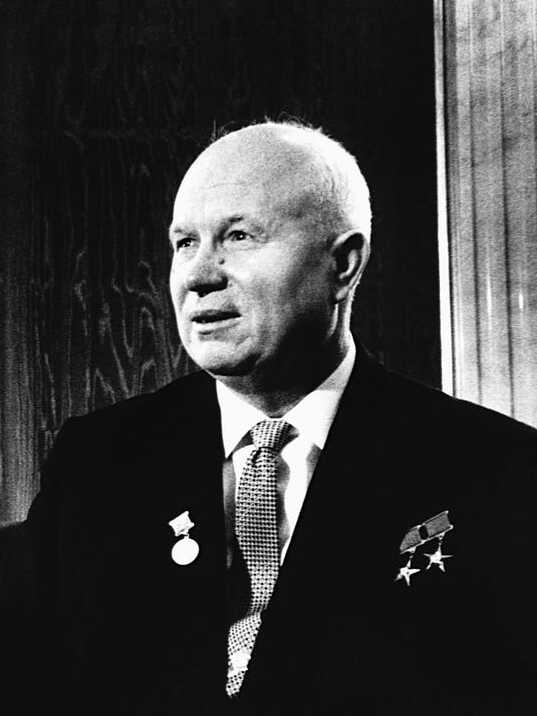
赫鲁晓夫

“三和路线”，是苏联政府在赫鲁晓夫任内主张的外交政策。即和平共处、和平竞争、和平过渡，主张东西方缓和。其实际基本构想是与西方国家和平共处，避免战争；而在和平的竞争中超越美国；西方发达资本主义国家的工人阶级可以通过议会道路取得政权，和平过渡到社会主义制度；对亚非拉尚未或未完全实现民族独立的第三世界国家则积极渗透共产主义思想，以便使这些国家也和平过渡到自己的战略轨道内，扩大在国际范围内的影响力。赫鲁晓夫和平共处的路线遭到了党内以莫洛托夫为首的强硬派的激烈反对，莫洛托夫尤其反对赫鲁晓夫与南斯拉夫领导人铁托和解(也被毛澤東指責放棄世界革命)。